# Чёрный кот (рассказ)
«Чёрный кот» (англ. The Black Cat) — один из самых знаменитых рассказов Эдгара По в жанре хоррор. Впервые напечатан 19 августа 1843 г. в еженедельнике The Saturday Evening Post.

## Сюжет
Повествование ведётся от имени алкоголика, который под действием горячительных напитков не контролирует своё поведение и впадает в припадки безумного гнева. Его первой жертвой становится домашний питомец — чёрный кот Плутон, которому рассказчик в припадке белой горячки вырезает глазное яблоко, хотя он всегда любил его даже сильнее, чем других своих домашних питомцев.
Некоторое время он колеблется между раскаянием и упоением собственной порочностью. Наконец порочность побеждает, и рассказчик вешает беззащитного кота на дереве в саду. В ту же ночь необъяснимым образом загорается его дом: на единственной уцелевшей стене он находит силуэт повешенного кота.
Когда рассказчик начинает раскаиваться в своей жестокости, в таверне ему встречается выживший кот. Единственное отличие в том, что у него на груди имеется белое пятно. Приняв его за другого кота и взяв его домой, рассказчик поначалу относится к коту дружелюбно, но длится это недолго. После обнаружения, на первое же утро, отсутствия у кота того же глаза, рассказчик старается избегать зверя, не причиняя тому боли. Со временем рассказчик замечает, что пятно на груди кота принимает форму виселицы. Кот всё сильнее привязывается к нему, но рассказчик наоборот пытается избегать его.
Во время посещения погреба кот попадается под ноги хозяина. Рассвирепев, тот заносит над ним топор, но его останавливает жена. В припадке бешенства он опускает топор на её голову. Тело он замуровывает в стену погреба. После этого кот пропадает.
Через несколько дней во время осмотра дома полицейскими ничто, казалось бы, не выдаёт его вины. В порыве самодовольства он хвалится качеством стен и стучит перед полицейскими по той стене, за которой погребена жена. В ответ раздается дикий вопль. Полицейские разбирают стену и находят за ней труп жены, а на её голове — мяукающего кота.....

## Анализ
Рассказ во многом перекликается с другой новеллой Эдгара По, написанной в то же время, — «Сердце-обличитель». Он также наводит на мысли о помешательстве рассказчика. Но в отличие от героя «Сердца-обличителя», с маниакальной настойчивостью твердящего о своем ясном рассудке, герой этого рассказа признаёт, что «было бы сумасшествием ожидать, что его истории кто-то поверит», и порой он не верит своим собственным воспоминаниям.
В одной из самых мрачных своих историй Эдгар По показывает ужасное действие алкоголя на человека. Автор демонстрирует мышление алкоголика и типичную особенность зависимого списывать вину за собственную деградацию на разрушительное действие спиртного. Распад личности рассказчика, его превращение из добрейшего обожателя животных в изувера и убийцу — всё это, по его собственному признанию, следствия алкоголизма — его «болезни» и «демона». Однако решение употреблять алкоголь, ниже и ниже падая на социальное и нравственное дно, полностью зависит от самого главного героя рассказа. Новеллу следует считать психологическим очерком, ярко иллюстрирующим
искажённое мышление инфантильного наркомана, полностью снявшего с себя ответственность за собственное моральное уродство. Чёрный кот символизирует дурное предзнаменование, в начале истории рассказчик вспоминает слова своей жены, что «все чёрные коты — это оборотившиеся ведьмы». Кота зовут «Плутон» — по имени римского бога подземного мира. В данном контексте снова прослеживается характерное желание персонажа перенести проблемы самоконтроля на нечто внешнее и «роковое». Ужас рассказа Эдгара По не столько в постепенной деградации персонажа и совершённом преступлении, сколько в искажении его восприятия добра и зла и медленном убеждении читателя в его «невиновности». К финалу повествования читающий начинает мыслить категориями преступника, и персонаж остаётся частично реабилитированным, зависимым от алкоголя больным. Таким образом происходит демонстрация чудовищной степени деградации повествователя и бессилия его окружения.  

## Влияние литературы на рассказ
Как и во многих других произведениях По, в рассказе заметно влияние Эрнста Гофмана, и прослеживается как в атмосфере рассказа, так и в его содержании (сам главный герой сильно напоминает персонажа Медарда из романа Гофмана Эликсиры Сатаны).
Основные темы:
- Роковой двойник — см. также «Вильям Вильсон»
- Вина — см. также «Сердце-обличитель»

## Экранизации
- Классикой фильма ужасов считается одноимённый фильм 1934 года, главные роли в котором исполнили Бела Лугоши и Борис Карлофф.
- Мастер фильма ужасов Дарио Ардженто обратился к сюжету «Чёрного кота» в своей картине «Два злобных взгляда» (1990).
- Один из эпизодов телесериала «Мастера ужасов» (2007, реж. Стюарт Гордон). Эдгар По сначала переживает события рассказа (в пьяном бреду), а потом приступает к его написанию.

- Вольный пересказ сюжета лег в основу третьей новеллы в фильме «Зловещие Истории» (1919, реж. Рихард Освальд)

- В 2016 году выходит аниме Великий из бродячих псов 2, в котором впервые появляется персонаж, носящий имя Эдгар Аллан По - прямой намёк на имя писателя. Способность эспера (одарённого) называется «Чёрный кот с улицы Морг», являющейся отсылкой к рассказу Эдгара По.